# Gaskraftwerk Moss Landing
Das Gaskraftwerk Moss Landing liegt bei Moss Landing (Monterey County) im US-Bundesstaat Kalifornien an der Mündung des San Benito River in die Bucht von Monterey. Das Kraftwerk war einst mit einer installierten Leistung von knapp über 2,5 GW das größte Kaliforniens. Ursprünglich von PG&E errichtet, gehört es heute der texanischen Dynegy, welche 2018 von Vistra Energy übernommen wurde.

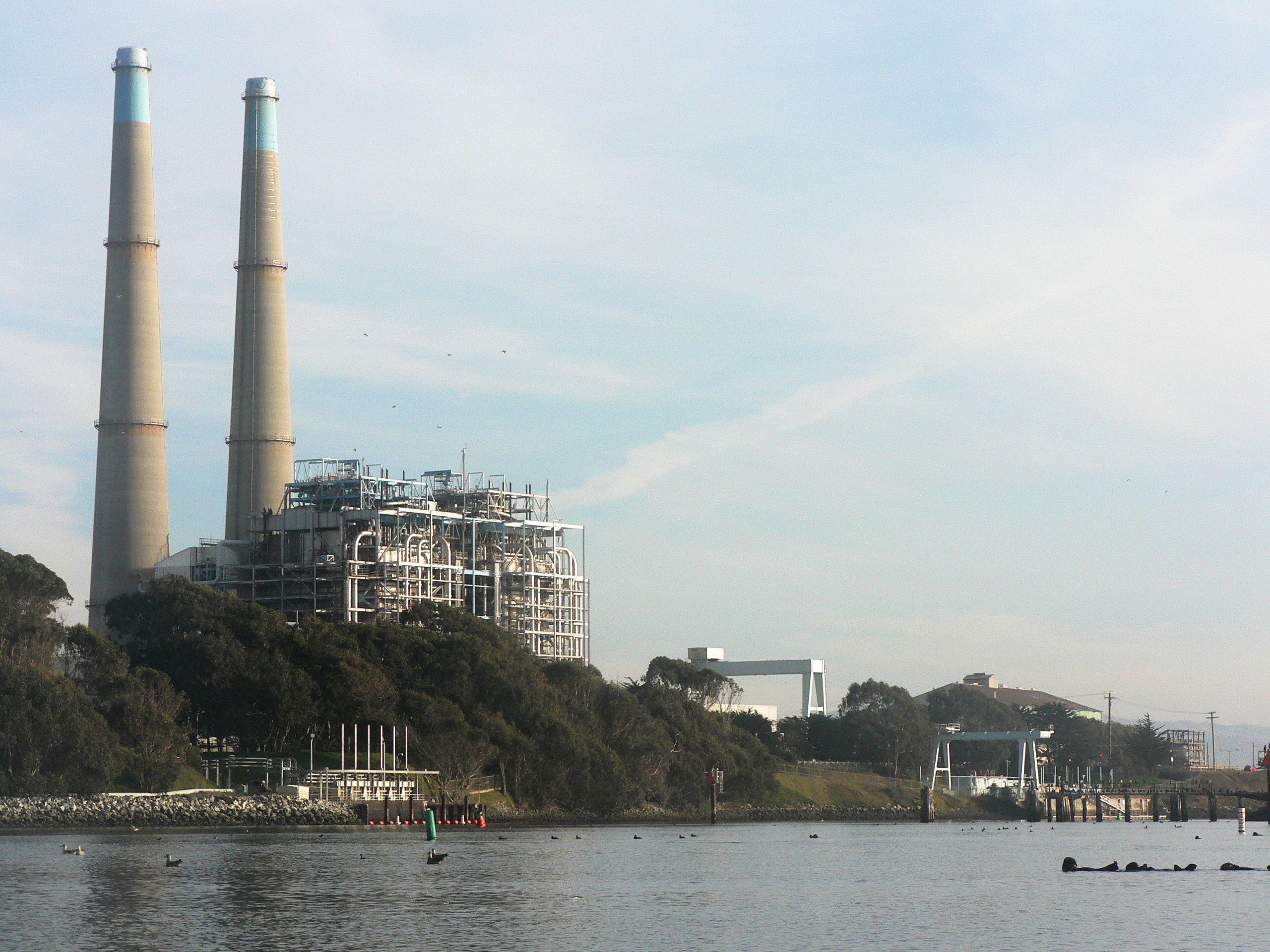
Ansicht von der Seeseite (2007)

Die ersten 5 Blöcke mit Ölfeuerung und einer Leistung von je 560 MW wurden 1950 fertiggestellt. 1995 gingen sie außer Betrieb. 1964 begann der Bau der Blöcke 6 und 7 mit je 750 MW Leistung. Im Jahr 2000 wurden zwei neue GuD-Blöcke errichtet, die jeweils 530 MW, davon 190 MW durch die Dampf- und 340 MW durch zwei Gasturbinen, leisten können.
Die alten Blöcke 6 & 7 wurden in den letzten Jahren bis 2016 nur zu Spitzenlastzeiten betrieben. Im Jahr 2016 wurden sie stillgelegt.

## Batteriespeicher
Im Jahr 2018 wurde bekannt, dass ein Batterie-Speicherkraftwerk mit einer Leistung von 300 MW bzw. einer Kapazität von 1200 MWh installiert werden sollte. Dies war seinerzeit das größte Lithium-Ionen-Batterie-Speicherkraftwerk der Welt. Mit dem Bau des Projekts wurde im Dezember 2019 begonnen und Phase 1 wurde Ende 2020 in Betrieb genommen. Der Speicher bestand aus LG JH4-Zellen in TR1300-Gestellen auf zwei Etagen in der alten Turbinenhalle der Blöcke 6 & 7. Weitere 100 MW (Phase 2) wurden im August fertiggestellt, wodurch sich die Leistung auf 400 MW erhöhte.

Eine Erweiterung auf 1500 MW / 6000 MWh war 2020 geplant.

Eine Erweiterung (Phase 3) um 350 MW / 1400 MWh auf insgesamt 750 MW / 3000 MWh ging im Sommer 2023 in Betrieb.

Im Januar 2025 brach in einem der Energiespeicher ein Brand aus, der sich auf weitere Einheiten ausdehnte und Evakuierungen zur Folge hatte.
Die Feuerwehr ließ die gesamte Anlage kontrolliert herunterbrennen.